# Pedicularis lanata
Pedicularis lanata là loài thực vật có hoa thuộc họ Cỏ chổi. Loài này được Willd. ex Steven mô tả khoa học đầu tiên năm 1823.